# Schmale Straße 47 (Quedlinburg)

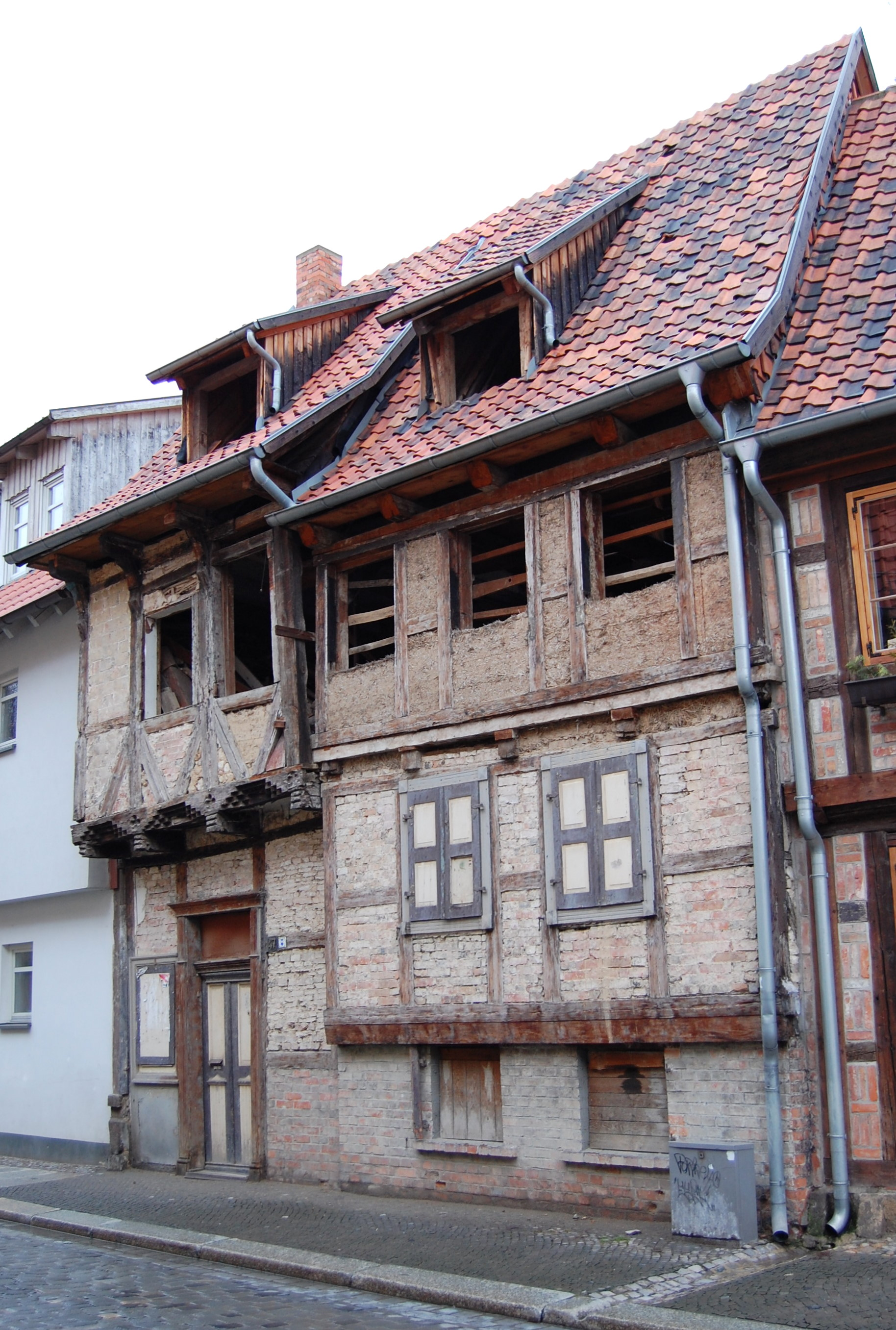
Wohnhaus Schmale Straße 47 im Jahr 2012

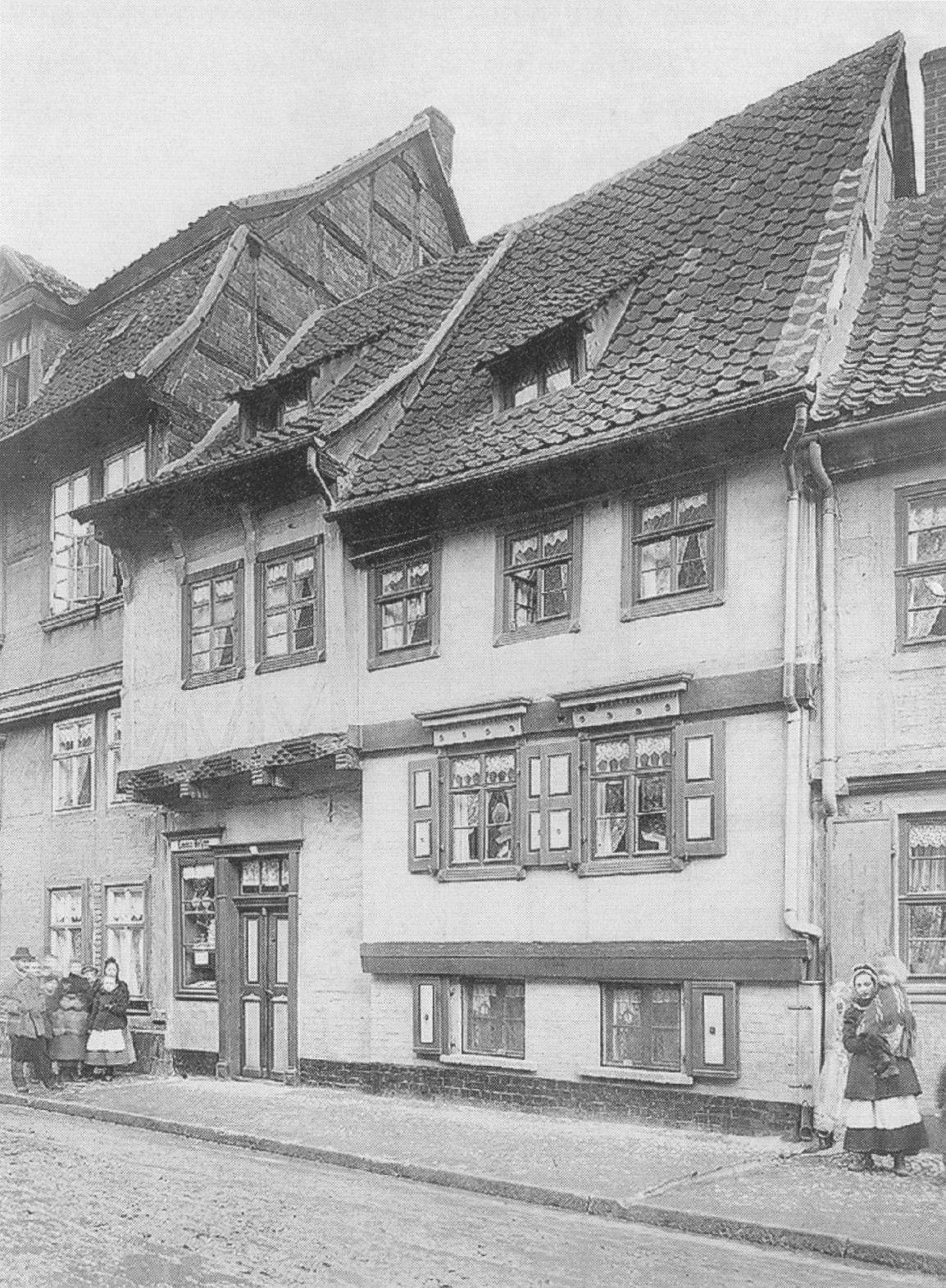
Schmale Straße 47 um 1900

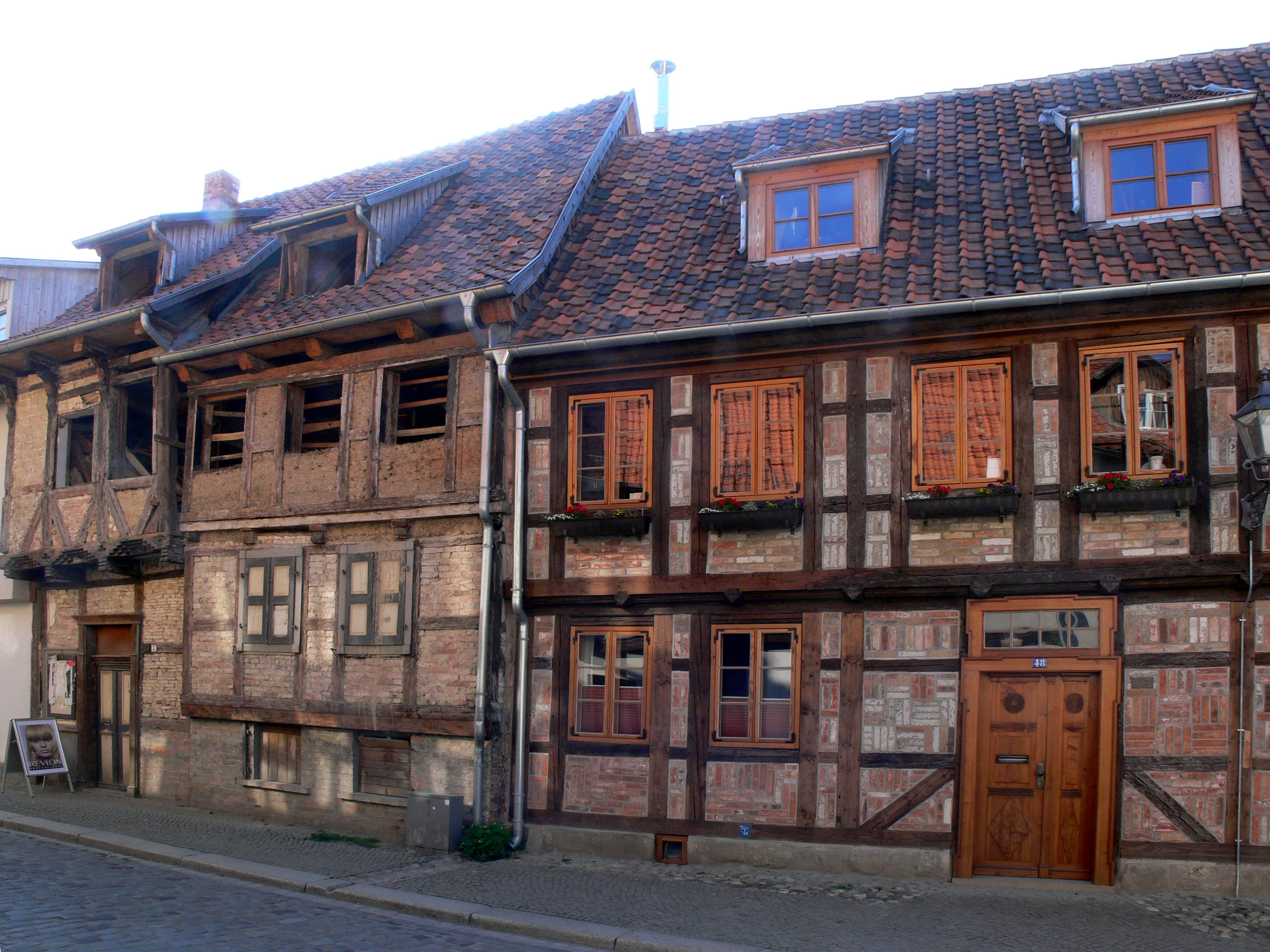
Häuser 47 und 48 im Jahr 2008

Das Wohnhaus Schmale Straße 47 ist ein denkmalgeschütztes Wohnhaus in der Stadt Quedlinburg in Sachsen-Anhalt.

## Lage
Es befindet sich im nördlichen Teil der historischen Quedlinburger Altstadt, auf der Westseite der Schmalen Straße und gehört zum UNESCO-Weltkulturerbe.

## Architektur und Geschichte
Das Fachwerkhaus entstand nach einer dendrochronologischen Untersuchung im Jahr 1452. In älterer Literatur wird die Zeit um das Jahr 1485 als Bauzeit angegeben. Das Gebäude wurde im Stil der Spätgotik errichtet und ist im Quedlinburger Denkmalverzeichnis als Wohnhaus eingetragen. Der schmalere linke Teil des Hauses weist im Obergeschoss noch weitgehend die Konstruktion aus dem 15. Jahrhundert auf. Ursprünglich setzte sich dieser Teil noch weiter nach Norden und Süden fort. Das obere Stockwerk kragt 45 cm, nach anderen Angaben 61 cm, weit über das Untergeschoss vor und ist mit Treppenfries, Vierpassmotiven und mit Schnitzereien verzierten Knaggen gestaltet. Deckenbalken oberhalb des Erdgeschosses weisen eine birnstabartige Profilierung auf. Im Deckenbereich wurde zwischen den Balkenköpfen auf Füllhölzer verzichtet. Die Unterseite der Vorkragung wurde mit Lehmwickeln verfüllt und verputzt. Unterhalb der Deckenbalken befanden sich zur Straße hin Kopfbänder, die jedoch, vermutlich beim Umbau des Erdgeschosses entfernt wurden. Erhalten blieben die zuvor für die Kopfbänder erforderlichen Zapflöcher. Unterhalb des Daches bestehen die Kopfbänder noch.
Das Gebäude ist neben dem Haus Breite Straße 33 eines von nur zwei aus dieser Zeit und in dieser Bauweise erhaltenen Häuser in Quedlinburg. Das mit ähnlicher Gestaltung ursprünglich bestehende Haus Hoken 7 wurde 1899 für die Erweiterung des Rathauses Quedlinburg abgerissen. Die Eingangstür ist klassizistisch. Auf der Hofseite besteht ein Gebäudeflügel mit Resten eines Stalls.
Anstelle des südlichen, vier Gebinde umfassenden mittelalterlichen Gebäudeteils, entstand, nach einer dendrochronologischen Untersuchung im Jahr 1662 ein neuer Fachwerkflügel. Im 19. Jahrhundert erfolgte ein Umbau der Fassade des Flügels. Das Fachwerk wurde hierbei im Ständerrhythmus ausgeführt. Auch die Fensterläden sowie eine Bekrönung der Fensteröffnungen im Stil des Klassizismus entstanden in diesem Zusammenhang. Im nördlichen Gebäudeteil wurde eine Haustür mit Oberlicht eingebaut. Auch das tief gelegene Fenster des Erdgeschosses wurde hierbei eingefügt.
Das Untergeschoss des Gebäudes wurde mehrfach umgebaut. 1889 erfolgte eine Pflasterung der Straße vor dem Haus. Der Kutscher Christoph Preime beschwerte sich 1891 darüber, dass diese zu hoch erfolgt sei und dadurch sich in einem Zimmer des südlichen Gebäudeteils Hausschwamm gebildet habe. Mit Verweis auf fehlende eigene Finanzkraft bat er beim Magistrat der Stadt um Unterstützung. Tatsächlich wurde im Oktober 1891 durch den Magistrat beschlossen, die straßenseitige Hauswand des Untergeschosses auf sechs Meter Breite und zwei Meter Höhe massiv aus Stein zu errichten. Die Kosten sollten dem Straßenbaufond zur Last fallen. Allerdings wurde tatsächlich dann nur der Sockelbereich gemauert, im Übrigen kam wieder die Fachwerkbauweise zum Einsatz.
Auch im oberen Stockwerk erfolgten Umbauten. Statt der ursprünglichen Ausfüllung der Gefache mit einem Geflecht aus Strohlehm, erfolgte eine Ausfachung mit Mauerwerk. Darüber hinaus wurde die Höhe der Brüstungsriegel verändert, um größeren Fenstern Platz zu geben. 1898 beantragte die damalige Besitzerin Emma Lüptitz die Erlaubnis zur Umgestaltung dreier Fenster im Obergeschoss.
Das Gebäude stand dann in der Zeit der DDR mit vielen weiteren, zum Teil stark baufälligen Häusern auf einem 1964 erstellten Plan zum flächenhaften Abriss der nördlichen Quedlinburger Altstadt. Die Denkmalpflege konnte diese Pläne abwenden, wenn auch größere Teile des Stadtteils tatsächlich abgerissen wurden. 1980 erhielt das Gebäude einen neuen Fassadenanstrich, der jedoch nicht auf eine ursprüngliche farbliche Gestaltung Bezug nimmt. Derzeit (Stand 2012) ist das Haus sanierungsbedürftig.